# EB 115B
Die offenen Güterwagen nach Musterblatt 115B in Ganzstahlbauweise wurden von den Belgischen Staatsbahnen (Chemins de fer de l’État belge, abgekürzt EB, auch L’État belge) 1911 konstruiert und überwiegend für den Transport von Kohle verwendet.

## Geschichte
Zwischen 1911 und 1914 entstanden bei Société Franco-Belge und anderen Wagenbauanstalten insgesamt 1298 Exemplare dieser zweiachsigen Stahlgüterwagen mit 20 t Ladegewicht, als Weiterentwicklung der 1908 konstruierten Wagen nach Musterblatt 114A. Ab 1919 entstanden vom Aufbau her baugleiche Wagen jedoch mit angebautem Bremserhaus nach Musterblatt 115C.
Die 1956 noch vorhandenen Wagen bekamen neue Nummern und einige existierten auch noch bei der Einführung von UIC-Wagennummern Mitte der 1960er Jahre. In den Inventarlisten von 1980 tauchen keine Wagen dieser Bauart mehr auf.
Die Wagen waren ursprünglich bronzebraun gestrichen und hatten eine weiße Beschriftung. Bei der SNCB bekamen sie später die dann übliche grüne und schließlich die braune Farbgebung.

## Nummerierung
| Nummern                                     | Nummernbereich ab 1956             | UIC-Nummernbereich ab 1965           |
| ------------------------------------------- | ---------------------------------- | ------------------------------------ |
| 117166–117613, 118510–119349, 125001–125010 | 1151200–1151599*, 2251200–2251599* | 20885386000–6149*, 20885331000–1499* |
| * Nicht alle Nummern waren belegt.          |                                    |                                      |